# Мартон, Луана
Луана Мартон (венг. Luana Márton; 16 февраля 2006) — венгерская тхэквондистка. Чемпионка мира 2023 года.

## Биография
Луана Мартон родилась 16 февраля 2006 года в семье кикбоксёра Жолта и гандболистки Барбары Мартон, венгров, переселившихся на Канарские острова в начале 2000-х годов. В 2018 году переехала в Мадрид учиться в школе Hankuk. Её сестра-близнец Вивиана Мартон выступает на весовую категорию выше.

## Карьера
С 2019 года выступает на различных международных спортивных состязаниях. В 2022 году на молодёжном чемпионате Европы по тхэквондо, который состоялся в Тиране, в Албании, в категории до 62 кг, Луана одержала победу и стала чемпионкой.
В 2023 году на чемпионате мира, который состоялся в Баку, в категории до 57 кг, Луана Мартон завоевала золотую медаль. В финальной схватке она одержала победу над спортсменкой из Китайского Тайбея Ло Цзялин. В финале молодёжного чемпионата Европы по тхэквондо в декабре проиграла финальный поединок своей сестре Вивиане.
В 2024 году не смогла пройти европейский олимпийский квалификационный турнир, победив украинку Диану Круш и проиграв беженке Кимии Ализаде.